# John Gregory Dunne
John Gregory Dunne (Hartford, 25 de maio de 1932 — Manhattan, 30 de dezembro de 2003) foi um roteirista estadunidense.

## Filmografia
- The Panic in Needle Park (1971)
- Play It as It Lays (1972)
- A Star Is Born (1976)
- True Confessions (1981)
- Up Close & Personal (1996)